# Rosa de Castilla (Perú)
Rosa de Castilla es una localidad peruana ubicada en el distrito de Huarmaca, perteneciente a la provincia de Huancabamba del departamento de Piura, al norte del Perú. 

## Ubicación
Rosa de Castilla se ubica al sureste de la provincia de Huancabamba, en el distrito de Huarmaca, en el departamento de Piura.

## Demografía
En 2017 Rosa de Castilla tenía una población de 6 habitantes.
| Gráfica de evolución demográfica de Rosa de Castilla entre 1993 y 2017 |
|                                                                        |
| Fuentes: Población 1993 y 2017                                         |